# Àskino
Àskino (en rus: Аскино) és un poble de Baixkíria, a Rússia, que en el cens del 2010 tenia 2 habitants. Pertany al districte d'Arkhànguelskoie.